# Studio (singolo)
Studio è un singolo del rapper statunitense Blueface, pubblicato il 1º dicembre 2018

## Tracce
1. Studio – 3:50